# Шапша (приток Вондожи)

Шапша — река в Харовском районе Вологодской области России. Устье реки находится в 13 км по левому берегу реки Вондожь. Длина реки составляет 17 км.
Шапша вытекает из восточной части Шабзёрского озёра, расположенного в 40 км к северо-западу от Харовска. В верхнем и среднем течении Шапша течёт на восток, в нижнем — на юг. Единственный крупный приток, Искуш, принимает справа в 300 метрах от впадения в Вондожь. Около истока на реке стоят деревни Цариха и Устречная (Сельское поселение Кумзерское), в среднем течении ненаселена, в нижнем течении на левом берегу реки несколько деревень Шапшинского сельского поселения: Деревенька Кузнечиха, Ципошевская, Паньковская. Впадает в Вондожь в черте административного центра поселения — села Шапша.

## Данные водного реестра
По данным государственного водного реестра России относится к Двинско-Печорскому бассейновому округу, водохозяйственный участок реки — озеро Кубенское и реки Сухона от истока до Кубенского гидроузла, речной подбассейн реки — Сухона. Речной бассейн реки — Северная Двина.
По данным геоинформационной системы водохозяйственного районирования территории РФ, подготовленной Федеральным агентством водных ресурсов:
- Код водного объекта в государственном водном реестре — 03020100112103000006037
- Код по гидрологической изученности (ГИ) — 103000603
- Код бассейна — 03.02.01.001
- Номер тома по ГИ — 03
- Выпуск по ГИ — 0